# Tanygnathus
Genre
Taxons de rang inférieur
- Voir le texte

Le genre Tanygnathus comprend quatre espèces d'oiseaux appartenant à la famille des Psittaculidae.

## Liste des espèces
D'après la classification de référence (version 2.2, 2009) du Congrès ornithologique international (ordre phylogénique) :
- Tanygnathus megalorynchos – Perruche à bec de sang
- Tanygnathus lucionensis – Perruche de Luçon
- Tanygnathus everetti – Perruche d'Everett
- Tanygnathus sumatranus – Perruche de Müller
- Tanygnathus gramineus – Perruche de Buru